# Anocha
Anocha är ett släkte av tvåvingar. Anocha ingår i familjen gallmyggor.
Kladogram enligt Catalogue of Life:
| Anocha | \| \| Anocha celesteana \| \| \| \| \| \| Anocha spinosa \| \| \| \| |
|        | \| \| Anocha celesteana \| \| \| \| \| \| Anocha spinosa \| \| \| \| |
|        | Anocha celesteana                                                    |
|        |                                                                      |
|        | Anocha spinosa                                                       |
|        |                                                                      |